# Bukira
Bukira är ett vattendrag i Burundi. Det ligger i den norra delen av landet, 110 kilometer nordost om huvudstaden Bujumbura.
Omgivningarna runt Bukira är en mosaik av jordbruksmark och naturlig växtlighet. Runt Bukira är det tätbefolkat, med 397 invånare per kvadratkilometer.